# 虹锦路站
虹锦路站位于辽宁省大连市甘井子区，是大连地铁2号线的一个车站，于2015年5月22日随二号线一期工程开通而启用。

## 位置
虹锦路站位于甘井子区圣林街与南松路交汇口东北侧。

## 结构
虹锦路站为岛式站台地下站。
| B1 | 站厅层                                     | 站厅、自动售票机                      |
| B2 | 轨道                                       | ← █ 2号线列车往虹港路（大连北站方向） |
| B2 | 岛式站台，列车运行方向左侧的车门将会被打开 |                                       |
| B2 | 轨道                                       | █ 2号线列车往红旗西路（海之韵方向）→  |

## 出入口
虹锦路站共设有3个出入口，A出入口位于圣林街西侧，并设有一条通往大连甘井子万达广场的通道；B出入口位于南松路北侧；C出入口位于圣林街东侧，无障碍电梯设置于D出入口。
| 出口编号 | 出口指示 | 建议前往的目的地                                 |
| -------- | -------- | ------------------------------------------------ |
| 出口 · A |          | 圣林街西侧、大连甘井子万达广场、虹韵路           |
| 出口 · C |          | 南松路、华林公交枢纽站、广泰美树日记小区、南华街 |
| 出口 · D |          | 南松路、锦城西园、锦华北园                       |

## 公交换乘
- - 542、908路公交车（虹锦路地铁站）。
- - 37、602、613、710、906、1111、1113路公交车（华林公交枢纽站/兰花小区站）。
- - 37、542、613、908路公交车（虹锦路地铁站/南松路站）。